# Powódź (film 1998)
Powódź (ang. Hard Rain) – amerykański film akcji z 1998 roku w reżyserii Mikaela Salomona, z Morganem Freemanem i Christianem Slaterem w rolach głównych.

## Fabuła
Akcja filmu rozgrywa się w Stanach Zjednoczonych w czasach współczesnych. Po zerwaniu tamy miasteczko zostaje zalane wodą. Tom jest odpowiedzialny za przewóz opancerzonym autem kilku milionów dolarów. Konwój zostaje napadnięty i mężczyzna stara się ukryć pieniądze, by te nie trafiły w ręce bandytów.

## Obsada
W filmie wystąpili, m.in.ː
- Morgan Freeman jako Jim
- Christian Slater jako Tom
- Randy Quaid jako szeryf
- Minnie Driver jako Karen
- Edward Asner jako Charlie
- Michael A. Goorjian jako Kenny
- Dann Florek jako p. Mehlor
- Ricky Harris jako Ray
- Mark Rolston jako Wayne
- Peter Murnik jako Phil
- Wayne Duvall jako Hank
- Richard Dysart jako Henry
- Betty White jako Doreen Sears